# L'Enfant d'en haut
Pour plus de détails, voir Fiche technique et Distribution.
L'Enfant d'en haut est un film franco-suisse réalisé par Ursula Meier sorti en 2012.

## Synopsis
Simon, 12 ans, vit seul avec Louise, dans une vallée industrielle de Suisse. Tous deux vivent grâce au petit trafic d'équipements de ski de Simon, qui vole le matériel dans la station de ski située en haut de la vallée et le revend ensuite à ses petits voisins ou à des automobilistes au bord des routes. Louise, qui papillonne d'amant en amant, perd son travail et devient progressivement dépendante de Simon. On apprend peu à peu, dans une chronique de la petite misère quotidienne, l'histoire compliquée de ce lien familial : Louise est en réalité la mère de Simon et lui impose de dire qu'il est son petit frère. Le film s'attache à montrer les liens affectifs des deux protagonistes entre déchirement, conflit, réconciliation et affection mutuelle. Simon, sous des aspects de grand débrouillard sans scrupules malgré son jeune âge, reste un enfant fragile à la recherche d'un lien maternel brisé. Louise, bien que frivole et inconsciente, est, quant à elle, tiraillée entre son goût pour l'indépendance et la nécessité de protéger Simon.

## Fiche technique
- Titre : L'Enfant d'en haut
- Réalisation : Ursula Meier
- Scénario : Ursula Meier, Antoine Jaccoud et la collaboration de Gilles Taurand
- Photographie : Agnès Godard
- Montage : Nelly Quettier
- Son : Henri Maïkoff
- Musique: John Parish
- Décors : Ivan Niclass
- Costumes : Ann Van Brée
- Maquillage : Danièle Vuarin
- Sociétés de production : Vega Film, Ruth Waldburger / Archipel 35, Denis Freyd / Cofinova 8
- Producteur exécutif : André Bouvard
- Directeur de Production:
- Suisse : Jean-Marie Gindraux
- Sociétés de distribution :
  - Diaphana Distribution pour la France
  - Filmcoopi Zürich pour la Suisse
  - Memento Films pour les autres pays
- Pays de production :  France,  Suisse
- Langue de tournage : français
- Date de tournage : hiver 2011 en Suisse
- Format : couleur — 35 mm
- Genre : drame
- Date de sortie : France : 18 avril 2012

## Distribution
- Kacey Mottet-Klein : Simon, l'enfant de 12 ans
- Léa Seydoux : Louise, la sœur (en fait mère) de Simon
- Martin Compston : Mike, l'employé anglais des cuisines
- Gillian Anderson : Kristin Jansen, la dame anglaise
- François Santucci : Josh
- Damien Boisseau : Le moniteur de ski
- Yann Trégouët : Bruno, l'amant à la BMW
- Jean-François Stévenin : le chef-cuisinier
- Gabin Lefebvre : Marcus
- Dilon Ademi : Dilon
- Magne-Håvard Brekke : le skieur violent

## Lieux de tournage
- Suisse
  - Valais
    - Monthey
    - Massongex
    - Fully
    - Saxon
    - Verbier
    - Raron
    - Dorénaz

## Distinctions
- 2012 : Berlinale, Ours d'argent (mention spéciale du jury)[1].
- 2012 : Festival international du film de femmes de Salé, Kacey Mottet Klein (Prix de l'interprétation masculin)